# Суры Аль-Нурайн и Аль-Вилайя
Суры Аль-Нурайн и Аль-Вилайя — апокрифические тексты, которые по утверждению некоторых шиитских радикалов, присутствовали в Мусхафе Али. Мусхаф Али воспринимается этими группами как утерянный истинный Коран. В мейнстримном шиитском богословии эти тексты считаются фальсификацией.

## Аль-Нурайн (Свет)
О вы, верующие, веруйте в два света.
Он явил их вам, предостерегая вас от мучений Великого дня, — два света, исходящие друг от друга, ибо Я — Всеслышащий и Всезнающий.
Воистину, те, кто исполняет завет Аллаха и аяты Его Имамов, будут вознаграждены Раем. Те же, кто не верит, нарушая свой завет и то, что они обязались делать перед Имами, будут низвергнуты в ад, ибо они поступили несправедливо по отношению к себе и ослушались сторонников Имама.
Поэтому
Воистину, те, кто исполняет обещание Аллаха и аяты его Имамов, будут вознаграждены Раем.
Те же, кто не верит, нарушая свой завет и то, что они обязались делать перед имамом, будут брошены в ад, ибо они поступили несправедливо по отношению к себе и ослушались сторонников Имама.
Поэтому они будут вынуждены пить из реки Хамим в аду.
Воистину, Аллах — свет небес и земли. На всё воля его. Он выберет Своих ангелов и имамов и сделает почитателей из тех, кого Он создал.
Все они делают то, чего он пожелает. Нет бога, кроме Него — Милостивого и Милосердного.
Те, кто пришел до них, обманули своих учеников, и поэтому Я поразил их Своим коварством сильно и больно.
О Имам! Проповедуй мое наставление им.
Те, кто выполняют данное тебе обещание, подобны мне и будут вознаграждены Раем».
Воистину, Али — один из набожных.
Мы послали Мусу и Харуна, назначив его наместником, но они ослушались Харуна.
Будьте терпеливы! Они состарятся. Мы дали тебе суд, как и другим имамам до тебя. Мы назначили тебе стража от них, чтобы они вернулись».
Воистину, Али благочестив, он стоит на коленях по ночам, предупреждает о последнем дне и надеется на милость своего Господа.

Скажи: «Разве к тем, кто поступает несправедливо, следует относиться также, хотя они знают о моих мучениях?

## Аль-Вилайя (Святость)
Вы, верующие, верьте в Пророка и Святого (Имама), которых Мы послали, и они наставят вас на верный путь.
Пророк и святой связаны друг с другом, а я - тот, кто знает и испытал все.
Те, кто исполняет завет Божий, заслуживают покоя в раю.
А те, кто отвергают наши аяты, после прочтения,
Имеют особое место в Аду, если они воззовут в судный день: «Где же несправедливость, противоречие для посланников?
Посланники не оставляют их без истины, и Бог не позволит им победить так быстро.

Восхваляйте и Господа. Благодарите его и его наместника Али.

## Богословие текста
Оба текста отражают раннее имамитское богословие, сохранившееся в различных сектах радикального шиизма. Одна из доктрин, содержавшихся в раннем шиизме, гласила, что Аллах посылает на землю в паре пророка и имама, каковыми были Муса и Харун, а также Мухаммад и Али.